# Rottnen, Småland
Rottnen är en sjö i Lessebo kommun och Växjö kommun i Småland och ingår i Ronnebyåns huvudavrinningsområde. Sjön är 22 meter djup, har en yta på 32,5 kvadratkilometer och befinner sig 148 meter över havet. Sjön avvattnas av vattendraget Ronnebyån. Vid provfiske har en stor mängd fiskarter fångats, bland annat abborre, björkna, braxen och gers.
Den största orten vid Rottnen är Hovmantorp.
Hela sjön ligger i ett område som domineras av graniter. De har givit upphov till en näringsfattig miljö. Sjön är mycket känslig för försurning. Stränderna består av morän och är oftast blockiga, i enstaka fall sandiga.
Rottnen har tidigare varit livligt trafikerad. Kyrkbåtar tog sig från Ormeshaga, Ugnanäs och Randevik till Frihetsudden då de skulle till Hovmantorps gamla kyrka. Kyrkbåtar färdades även från Hassleslätt väster över Rottnen till Tjusåsen. Tingsvägen för Hovmantorps socken gick över Rottnen till Värends Nöbbele. Hovmantorps glasbruk, i drift 1859-1878, hade två pråmar för utrustade med råsegel för transporter av råmaterial och produkter, och utnyttjade ett magasin vid Fornatorp. 1876 invigdes Hovmantorps järnvägsstation, vilket innebar ett uppsving för varutransporterna över sjön. På 1870-talet kom ångbåten Carl i trafik med passagerare och järn över sjön. Carl blev kvar i trafik på Rottnen till 1920-talet. 1880 byggdes Tomtsjö kanal för att binda samman den lilla Tomtsjön med Rottnen. Orsaken var att Rottnens södra stränder var svårtillgängliga och att det var svårt att dra fram väg till sjön från Linneryd, men till Tomtsjön gick det lättare. Då järnvägen Växjö-Tingsryd-Bredåkra invigdes 1900 upphörde den regelbundna trafiken genom Tomtsjö kanal, men flottning av timmer och ved genom kanalen fortsatte till 1918. Under första världskriget inköptes en motorbåt för timmerflottning på sjön, vid samma tid inköptes även en annan ångbåt för samma ändamål. På 1920-talet började dock lastbilar ta över transporterna.

## Delavrinningsområde
Rottnen ingår i delavrinningsområde (629027-145978) som SMHI kallar för Utloppet av Rottnen. Medelhöjden är 168 meter över havet och ytan är 135,91 kvadratkilometer. Räknas de 2 avrinningsområdena uppströms in blir den ackumulerade arean 245,61 kvadratkilometer. Avrinningsområdets utflöde Ronnebyån mynnar i havet. Avrinningsområdet består mestadels av skog (66 procent). Avrinningsområdet har 33,34 kvadratkilometer vattenytor vilket ger det en sjöprocent på 24,5 procent. Bebyggelsen i området täcker en yta av 2,44 kvadratkilometer eller 2 procent av avrinningsområdet.

## Fisk
Vid provfiske har följande fisk fångats i sjön:
- Abborre
- Björkna
- Braxen
- Gärs
- Gädda
- Gös
- Lake
- Mört
- Sik
- Siklöja